# 김태우 (축구 선수)
김태우(2002년 5월 25일 ~ )는 대한민국의 축구 선수이다. 포지션은 센터백이다. 현재 진주시민축구단 소속이다.